# Діяльність ОУН та УПА на Сумщині
Діяльність ОУН та УПА на Сумщині була спрямована проти німецької і радянської окупацій України.

## Історія дослідження
Директор Сумського архіву Іванущенко довів, що ОУН і УПА теж діяли на території Сумської області.

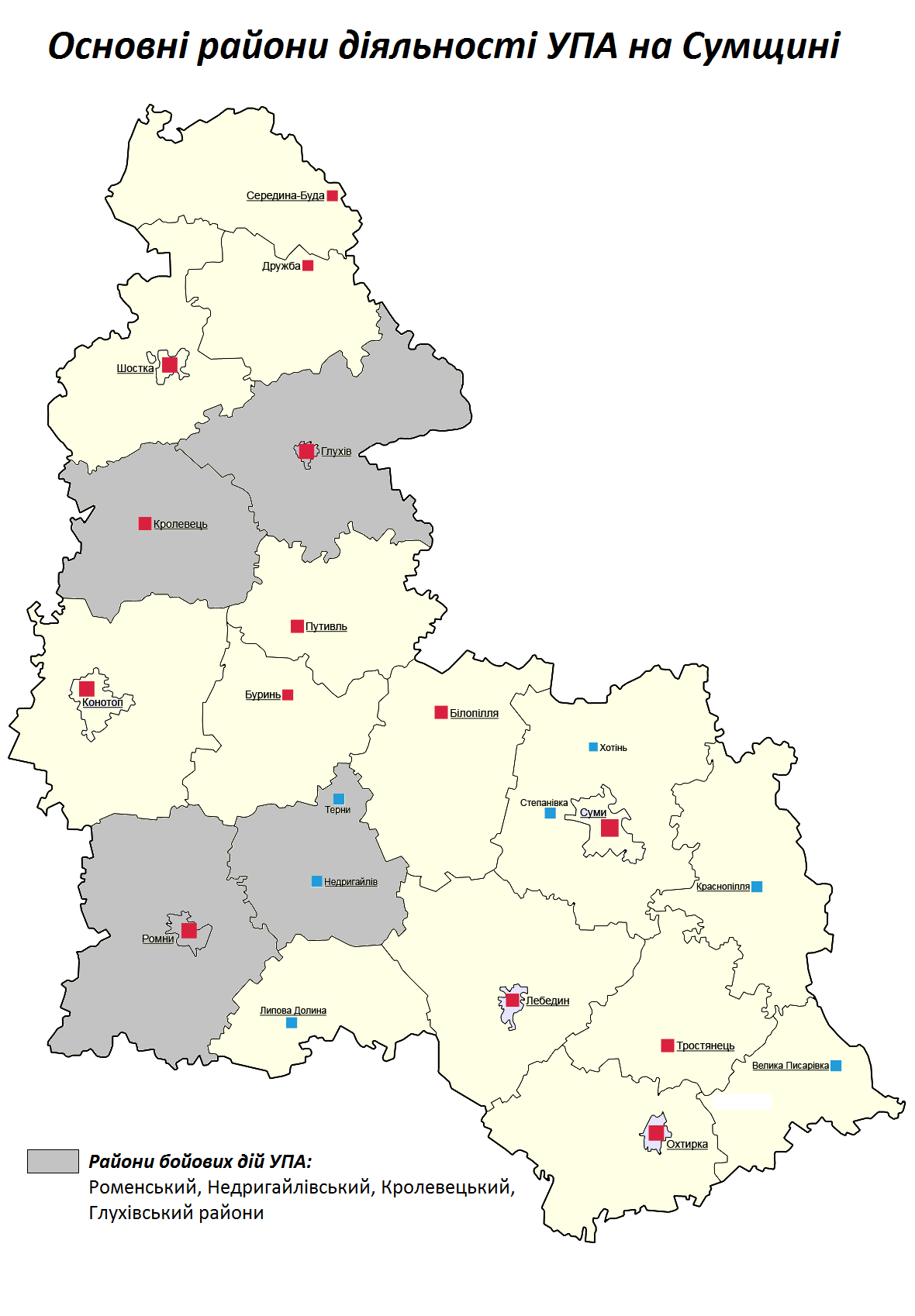
Основні райони бойових дій УПА на Сумщині: Глухівський, Кролевецький, Недригайлівський, Роменський райони.

Одразу після окупації Сумщини німецькими військами, місцеві націоналісти організували «Просвіту», ряд українських газет («Сумський вісник», «Голос Охтирщини» та ін.).
З наявних джерел про членів ОУН, спрямованих на схід України видно: Сумщина в зоні оперативної уваги всіх трьох похідних груп.
Як зазначає проф. Л. Шанковський, середня похідна група ОУН під керівництвом М. Лемика «Сенишин» повинна була прийти до Харкова, але не встигла цього зробити, тому що її ліквідували німецькі розвідувальні служби: переважно розстріляли у Миргороді, в жовтні 1941 р. Частина групи прийшла до міста Суми, де створила підпільну організацію.
Як свідчать документи, діяльність ОУН на Сумщині не припинилася з поверненням радянської влади. Навпаки, іноді вона навіть переходила у партизанську боротьбу. Дослідник визвольного руху С. Бутко, посилаючись на документи архівного підрозділу УСБУ в Чернігівській області, повідомляє, що в травні 1944 року з Волині для підпільної роботи в Чернігівську та Сумську області була направлена група учасників УПА, чисельністю понад 20 чоловік. Всі вони були уродженцями тих місць, куди прямували.
У червні 1945 року на території Шосткинського району був затриманий один з учасників цієї групи Захарченко Михайла Васильовича, 1923 року народження, уродженець с. Богданівка Шосткинського району. який в районі м. Дубно потрапив в один із загонів УПА й пробув у цьому загоні 7 місяців. Звідки у вересні 1944 року прибув за завданням командування УПА на територію Шосткинського району, для організації повстанського загону.
Відомо, що будинок театру в Сумах (нині Театр Юного Глядача) був одним з місць зустрічей підпільників ОУН.
Як зазначає Г. М. Іванущенко на території Сумської області в завершальний період війни та після неї діяли наступні групи УПА:
- боївки братів Супрунів і братів Лузанів — Олександра та Івана. Штаб-квартира братів Лузанів знаходилася в с. Озаричі. У березні 1948 р. її учасники здійснили напади на партійні та радянські установи в Кролевецькому, Конотопському районах Сумської області та Коропському районі Чернігівської області.
- боївка «Дулі». Діяла на території Кролевецького та Глухівського районів. Використовуючи лісисту місцевість, здійснювала успішні напади на колгоспи та сільради. За повідомленнями радянських джерел боївка прийшла з Волині. У травні 1946 р. під час засідання сільради с. Подільки, упівці відкрили вогонь і вбили секретаря парторганізації. Про це стало відомо Хрущову, який особисто керував проведенням операції проти повстанців.
- невелика група під керівництвом братів Семенцових діяла на Глухівщині. Відомо, що 30 травня 1947 р. відбувся останній бій з міліцією, який тривав 4 години. Остаточно група була ліквідована восени 1948 р.
- боївка Миколи Цуба (уродженець с. Вовківці) діяла на території Роменського та Недригайлівського районів. Мала постійні зв'язки з Головним Командуванням УПА. Сама група налічувала всього 6 чоловік. В ніч на 12 листопада 1944 р. загоном було здійснено напад на бригаду колгоспу ім. Будьоного. За повідомленням начальства НКВС, все награбоване майно було роздано населенню. 19 січня 1944 р. під час бою з силовиками в х. Широкий Яр Роменського району Микола Цуб загинув, а інші учасники боївки були схоплені.
Остання збройна операція УПА зафіксована у Конотопському районі 1948 року.